# Plecoptera juncea
Plecoptera juncea là một loài bướm đêm trong họ Erebidae.